# NGC 6165
NGC 6165 is een emissienevel in het sterrenbeeld Winkelhaak. Het hemelobject werd op 1 juli 1834 ontdekt door de Britse astronoom John Herschel.

## Synoniemen
- ESO 226-PN13
- PK 336-0.1
- ESO 226-EN14